# Leforest
Leforest is een gemeente in het Franse departement Pas-de-Calais (regio Hauts-de-France). De plaats maakt deel uit van het arrondissement Lens. Leforest telde op 1 januari 2022 7.120 inwoners.

## Geografie
De oppervlakte van Leforest bedroeg op 1 januari 2022 6,22 vierkante kilometer; de bevolkingsdichtheid was toen 1.144,7 inwoners per km².

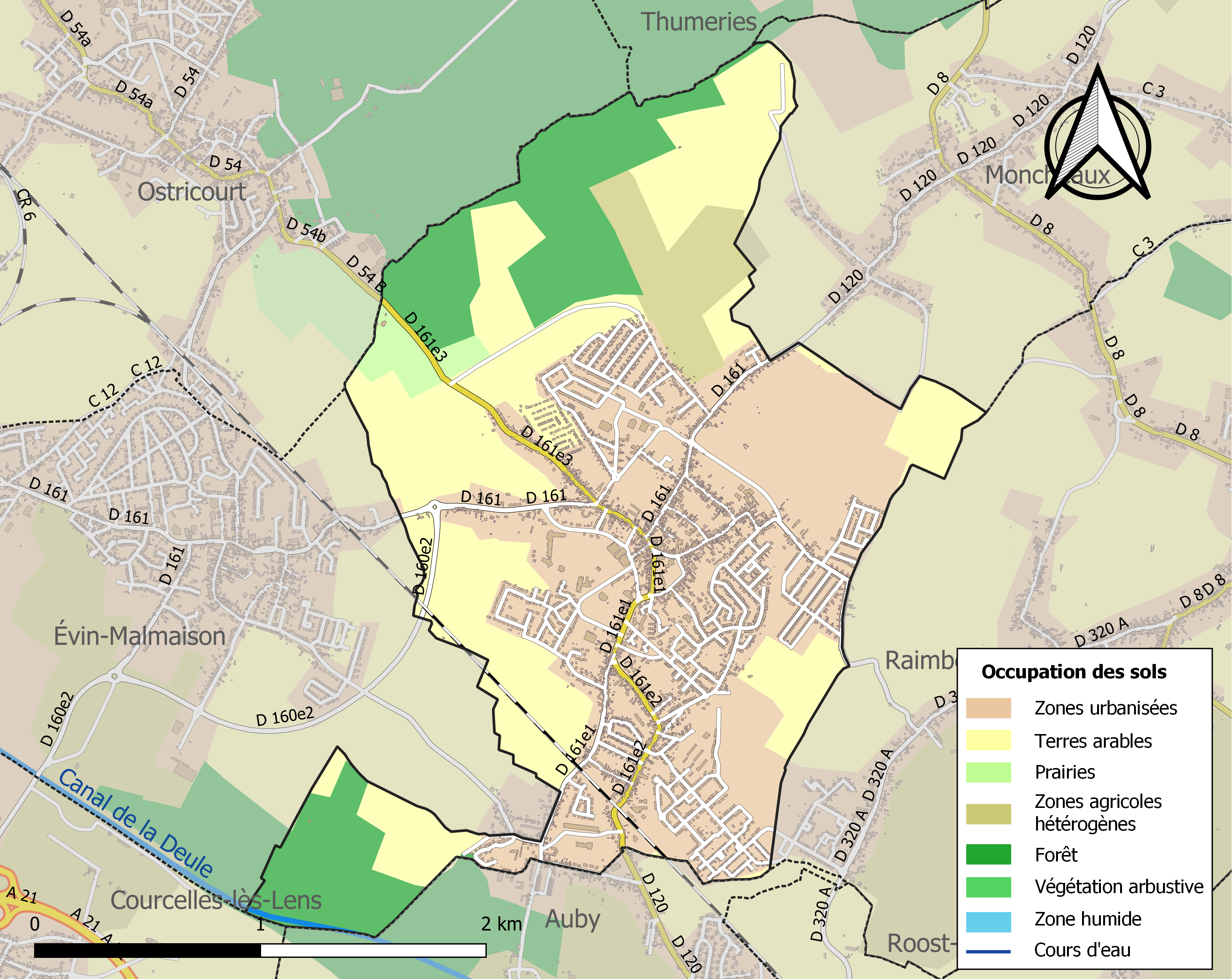
Kaart van de gemeente met belangrijkste infrastructuur, bodemgebruik en omliggende gemeenten

## Verkeer en vervoer
In de gemeente ligt spoorwegstation Leforest.

## Demografie
Onderstaande figuur toont het verloop van het inwonertal (bron: INSEE-tellingen).